# PGC 9563
PGC 9563 è una galassia molto debole, praticamente osservabile quasi solo mediante camera CCD. In immagini più dettagliate il nucleo mostra un'inclinazione da NE verso SW. Le barre piuttosto pronunciate rendono anche il nucleo di forma ovaleggiante.
Individuare questa piccola galassia non è facile, infatti è in una plaga della costellazione di Cefeo piuttosto priva di stelle cospicue di riferimento: comunque, puntata la stella SAO 359, di magnitudine 6,45 e tipo spettrale K0, bisogna spostarsi 21 min in AR e 26' in declinazione verso NW per incontrare la stella SAO 404, di magnitudine 6,67 e tipo spettrale K0; dopodiché 8 min a NE da questa stella troviamo la tanto agognata PGC 9563.
Una stellina di magnitudine 8,9 si trova a soli 4 min a NE, ed è la GSC 4616:729.